# Kaartika
Kaarthika is de achtste maand van de hindoekalender. Kaarthika is ook bekend als kaatik. Kaarthika  begint volgens de westerse kalender tussen 23 oktober  en 22 november wanneer de zon zich  in de sterren constelatie weegschaal begeeft.
Voor de Gujaratis is kaarthika het nieuwjaar dat aanvangt met Divali (lichtjesfeest).